# Oliver Roth (Fußballspieler)
Oliver Roth (* 30. Januar 1968 in Frankfurt am Main) ist ein ehemaliger deutscher Fußballspieler.

## Karriere
Roth spielte in der Jugend beim FSV Bergen und wechselte im Alter von zehn Jahren zum FSV Frankfurt, für den er als 17-Jähriger in der Oberliga Hessen debütierte. Beim FSV entwickelte er sich in den folgenden drei Jahren zum Torjäger, daraufhin erhielt Roth 1988 einen Profivertrag bei Borussia Dortmund. Dort kam er in der Saison 1988/89, in der Dortmund unter Horst Köppel den DFB-Pokal gewann, allerdings nur auf einen einzigen Bundesligaeinsatz.
Roth, der nebenher eine Berufsausbildung zum Industriekaufmann absolviert hatte, kehrte daraufhin zurück nach Frankfurt, wo er einen Vertrag beim Oberligaverein Rot-Weiss Frankfurt erhielt. Der dortige Vereinspräsident Wolfgang Steubing war zugleich Inhaber eines Börsenmaklerbüros und versetzte Roth durch eine Anstellung in seiner Firma in die Lage, Sport und Beruf nebeneinander zu betreiben. Am Ende der Runde 1989/90 wurde die von Dragoslav Stepanović trainierte Mannschaft mit ihrem neuen Torjäger Oliver Roth Hessenmeister, verpasste aber in der Aufstiegsrunde den erhofften Sprung in die 2. Bundesliga. 1995 verließ Roth Verein und Arbeitsstelle und schrieb sich an der Universität von Birmingham im US-Bundesstaat Alabama ein, wo er einen Bachelor-Titel in Business Administration erwarb. In dieser Zeit spielte er bei den Birmingham Panthers.
Nach seiner Rückkehr nach Deutschland nahm er eine Anstellung als Wertpapierhändler an der Frankfurter Wertpapierbörse an, zudem ließ er sich von Klaus Gerster, dem damaligen Manager der zu diesem Zeitpunkt in der Oberliga Hessen spielenden Offenbacher Kickers, verpflichten. Mit 16 Toren in der Regionalliga-Saison 1998/99 und dem Siegtor im Relegationsspiel beim VfL Osnabrück hatte Roth maßgeblichen Anteil am Aufstieg in die 2. Fußball-Bundesliga. In der darauffolgenden Saison kam er auf 22 Profieinsätze und erzielte dabei zwei Tore. Roth beendete seine Karriere am Ende der Saison. Der wieder in die Regionalliga abgestiegene OFC holte Roth nach einem halben Jahr kurzfristig als Trainer (zusammen mit Dieter Müller) zurück. Im Anschluss war Roth dort auch als Manager tätig.
2006 wurde Roth vom Privatsender rheinmaintv als Reporter für das alle zwei Wochen ausgestrahlte Fanmagazin Kickers Magazin engagiert. Die Sendung wurde später eingestellt.
Roth, der an der Börse mittlerweile als Chefhändler tätig ist, wurde in den vergangenen Jahren zu einem häufigen Interviewpartner für die internationale Medienberichterstattung über das Börsengeschehen.